# Radków (gmina, Sainte-Croix)
Radków est une gmina rurale du powiat de Włoszczowa, Sainte-Croix, dans le centre-sud de la Pologne. Son siège est le village de Radków, qui se situe environ 16 km au sud de Włoszczowa et 49 km au sud-ouest de la capitale régionale Kielce.
La gmina couvre une superficie de 86,32 km2 pour une population de 2 537 habitants (2016).

## Géographie
La gmina inclut les villages de Bałków, Bieganów, Brzeście, Chycza, Dzierzgów, Kossów, Krasów, Kwilina, Nowiny-Dębnik, Ojsławice, Radków, Skociszewy, Sulików et Świerków.
La gmina borde les gminy de Moskorzew, Nagłowice, Oksa, Secemin, Szczekociny et Włoszczowa.